# Jacob Miller (Musiker)
Jacob Mathias Miller (* 4. Mai 1952 in Mandeville; † 23. März 1980 in Kingston) war ein jamaikanischer Reggaesänger und Rastafari-Anhänger.

## Leben
Jacob Miller wurde als einziges Kind seiner Eltern Joan Ashman und Desmond Elliot geboren. Sein Vater, den er nie kennenlernte, war unter dem Synonym Sidney Elliott in England als Sänger aktiv. Außerdem ist er ein Cousin des Sängers Maxi Priest.
Der Vater verließ die Familie früh und im Alter von acht Jahren wurde Jacob Miller nach Kingston geschickt, um dort bei seinen Großeltern zu leben. Während er die Kingstoner Melrose High School besuchte, verbrachte er seine Freizeit in den Musikstudios, wo ihn sein Freund Augustus Pablo neben Joe Gibbs und King Tubby auch mit dem erfolgreichen Produzenten Coxsone Dodd bekannt machte, für den er 1968 im Alter von 13 Jahren sein erstes Lied namens Love Is A Message aufnahm.
Nach nur mittelmäßigen Erfolgen nahm Jacob Miller erst 1974 wieder Studioaufnahmen auf, die von Augustus Pablo produziert wurden. Aus dieser Zeit stammen Lieder wie Each One Teach One, Keep On Knocking, False Rasta, Who Say Jah No Dread und Baby I Love You So.
Später wurde Miller Lead-Sänger der Band Inner Circle, deren Besetzung bis zu seiner Aufnahme ständig gewechselt hatte. Auf dem ersten Album der Band von 1974, Rock the Boat, wird Miller neben Phillip Thompson als Sänger genannt.
Im Rahmen seiner Solokarriere neben Inner Circle entstanden ab 1975 Millers größte Erfolge Tenement Yard, in dem er die Umstände des täglichen Lebens eines Rastafari in den Kingstoner Ghettos besingt, sowie Tired fe Lick Weed in a Bush, das sich gegen die Illegalität des Genusses von Marihuana in Jamaika wendet.
In dem Reggae-Kultfilm Rockers von 1978 tritt Jacob Miller in einer Nebenrolle als „Jakes“ auf (bei 1h 11min, beim Essen) und singt im Rahmen der Handlung in einem Restaurant auch live mit Inner Circle Tenement Yard (0h 41min).
Beim One Love Peace Concert 1978 stand Jacob Miller mit Inner Circle neben Bob Marley und Peter Tosh auf der Bühne. Danach unterzeichneten Inner Circle einen Vertrag mit Chris Blackwell, woraufhin 1979 das Album Everything Is Great bei Island Records erschien, das der Band zum internationalen Durchbruch verhalf. Blackwell plante, Inner Circle als Support für die Amerika-Tour Bob Marleys 1980 einzusetzen.
Am 23. März 1980 verunglückte Jacob Miller mit seinem Auto tödlich, als er in der Hope Road in Kingston gegen einen Lampenmast prallte. Er starb mit 27 Jahren und wird zum Klub 27 gezählt.
Sein bereits aufgenommenes Album Mixed Up Moods, das Ende des Jahres erscheinen sollte, wurde zu einer Rarität. Das ebenfalls bereits produzierte Album New Age von Inner Circle enthält eine Widmung an „Jacob Mathias Miller“ und erschien noch im selben Jahr.

## Diskografie
Jacob Millers größte Hits waren u. a.:
- Shaky Girl
- Truth Has Come Again
- Money
- Dock of the Bay
- Forward Jah Jah Children
- Roman Soldiers of Babylon
- None Shall Escape the Judgement
- Curly Locks (für Angela)
- Here I Am Baby
- West Bound Train
- Forward Ever
- I Shall Be Released
- Big Stripe
- City of the Weak Heart
- Tenement Yard
- Suzy Wong
- Sinners
- Healing of the Nation
- I’ve Got the Handle (Original by The Heptones)
- Tired fe Lick Weed in a Bush

### Studioalben
- 1976: Tenement Yard (aka Dread Dread 1978)
- 1978: Jacob „Killer“ Miller
- 1978: Natty Christmas
- 1979: Jacob Miller Meets Fatman Riddim Section
- 1979: Wanted
- 1980: I’m Just a Dread
- 1980: Mixed Up Moods
- 1992: Jacob Miller & Inner Circle & Augustus Pablo

### Kompilationen
- 1992: Who Say Jah No Dread
- 1990: Killer Rides Again

## Filmografie
- Rockers, Regie: Ted Bafaloukos, Jamaika 1978. (Jacob Miller spielt sich selbst.)